# Archidiocèse de Séville
L'archidiocèse de Séville est un archidiocèse d'Espagne dont le siège ecclésiastique est la cathédrale Notre-Dame du Siège de Séville. Sa province ecclésiastique compte six diocèses suffragants localisés sur l'ouest de l'Andalousie, Ceuta et les îles Canaries.

provinces ecclésiastiques d'Espagne
Archidiocèse de Séville
Suffragants

## Territoire
L'archidiocèse comprend la province de Séville.
Le siège archiépiscopal est la ville de Séville, où se trouve la cathédrale Notre-Dame-du-Siège, le plus grand édifice gothique du monde et l'une des plus grandes églises qui soit. À Séville se trouvent également 4 basiliques mineures : la basilique de la Macarena, Maríe Auxiliatrice (es), Jésus-du-Grand-Pouvoir (es) et la basilique du Christ de l'Expiration (es)
Le territoire s'étend sur 14 036 km², divisé en 264 paroisses.
La province ecclésiastique de Séville, instituée dès le IVe siècle, comprend les suffragants suivantes :
- le diocèse de Cadix et Ceuta
- le diocèse de Cordoue
- le diocèse de Huelva
- le diocèse des îles Canaries
- le diocèse d'Asidonia-Jerez
- le diocèse de San Cristóbal de La Laguna

## Histoire
Le diocèse fut probablement érigé au IIIe siècle, époque à laquelle on trouve des preuves documentaires des premiers évêques, mais peut-être à une époque encore plus ancienne, selon certains au Ier siècle.
Au IVe siècle, elle fut élevée au rang d'archidiocèse métropolitain.
Au VIIe siècle, vécurent les célèbres archevêques saint Léandre et saint Isidore. Le premier d'entre eux contribua à la conversion d'Ermengilde et de Récarède Ier et présida en 589 le troisième concile de Tolède. Le second présida le IVe concile de Tolède et fut illustre pour sa doctrine, au point qu'il fut par la suite proclamé Docteur de l'Église.
Pendant la domination arabe, la succession épiscopale présente seulement de faibles traces. Pendant environ un siècle, du milieu du XIIe siècle au milieu du XIIIe, le diocèse fut supprimé.
En 1251, le siège fut rétabli. Après la Reconquista, la plupart des mosquées de la ville furent converties en églises, mais Santa María la Blanca, Santa Cruz et San Bartolomé furent accordées aux Juifs comme synagogues. La cathédrale fut érigée sur la base de la grande mosquée, œuvre de l'émir qui construisit la mosquée aljama, reconstruite en 1171 par l'émir almohade Abu Yaqub Yusuf. Le célèbre clocher de la Giralda est l'œuvre d'Al-Mansur. Pour obtenir l'orientation liturgique, lorsque la mosquée fut transformée en cathédrale, sa largeur devint la longueur de la nouvelle église et fut divisée en deux parties, dont la plus petite fut séparée du reste par une balustrade et une grille pour en faire la chapelle royale.
À la suite de la découverte de l'Amérique, l'archidiocèse de Séville étendit sa juridiction territoriale au Nouveau Monde. Quand dans les années 1510 furent créés les premiers diocèses américains, Séville en devint métropolitain. La juridiction métropolitaine de Séville sur les Amériques cessa le 12 février 1546, avec l'élévation au rang d'archidiocèses des sièges de Saint-Domingue, Mexico et Lima.
Le 22 octobre 1953, il céda une portion de son territoire en faveur de l'érection du diocèse de Huelva.
Le 30 avril 1958, en vertu du décret Quum sollemnibus de la congrégation pour les évêques, les frontières de l'archidiocèse furent révisées pour coïncider avec celles de la province civile, en application du concordat entre le Saint-Siège et le gouvernement espagnol de 1953. L'archidiocèse de Séville céda le presbytère de Campillos et la paroisse de La Alameda au diocèse de Malaga, et les 2 paroisses de Fuente Palmera et de Puente Genil au diocèse de Cordoue. En revanche, elle s'agrandit avec les archiprêtrés d'Olvera et de Grazalema, qui avaient déjà appartenu au diocèse de Malaga.
Le 3 mars 1980, il céda une autre portion de territoire en faveur de l'érection du diocèse de Jerez de la Frontera.

## Source
- (it) Cet article est partiellement ou en totalité issu de l’article de Wikipédia en italien intitulé « Arcidiocesi di Siviglia » (voir la liste des auteurs).